# Marià Gil i Agné
Marià Gil i Agné (Ginestar, Ribera d'Ebre 8 de juliol de 1942) és un mestre i polític català, diputat al Parlament de Catalunya en la IV Legislatura.

## Biografia
Ordenat sacerdot el 1967, formà part de la Joventut Obrera Cristiana i treballà a diverses fàbriques. En 1972 es va secularitzar i va treballar com a professor d'EGB, participant en 1975 en la fundació del Sindicat de Treballadors de l'Ensenyament de les Comarques Tarragonines (STECT). També va organitzar el 1976 la primera associació de veïns al Raval de Crist de Roquetes.
Formà part de l'Organització d'Esquerra Comunista però durant la transició espanyola ingressà al PSC-PSOE, partit amb el qual fou elegitt alcalde de Roquetes a les eleccions municipals espanyoles de 1983, 1987, 1991, 1995, 1999 i 2003. De 1985 a 1995 també fou membre del Consell Comarcal del Baix Ebre.
També fou elegit diputat per la província de Tarragona a les eleccions al Parlament de Catalunya de 1995. Actualment és president de l'Agrupació Comarcal de Roquetes i conseller de la Federació de les Terres de l'Ebre del PSC.